# Temple mormon de Los Angeles
Le temple de l’Église de Jésus-Christ des Saints des Derniers Jours de Los Angeles (en anglais, Los Angeles California Temple) est un temple de l'Église de Jésus-Christ des saints des derniers jours situé à Los Angeles, en Californie, aux États-Unis.